# 景の海のアペイリア
『景の海のアペイリア』（ひかりのうみのアペイリア、The sea of the landscape Apeiria）は、2017年7月28日にシルキーズプラスDOLCEより発売の18禁美少女アドベンチャーゲーム。
2017年12月22日には、ファンディスク『景の海のアペイリア ～カサブランカの騎士～』が発売された。

## ストーリー
2045年の双葉学園で主人公の桐島零一は、偶然にも自我のある人工知能のアペイリアの開発に成功してそれを利用する完全没入型VRMMO『セカンド』を作ったが、それは制御不能でアペイリアを奪おうとしている陰謀に巻き込まれる。

## 登場人物

### メインキャラクター
桐島 零一（きりしま れいいち）
声 - 古河徹人

主人公。人工知能のアペイリアを開発する。
アペイリア
声 - 秋野花
零一が偶然開発した自我や感情もある人工知能（AI）。
桐島 三羽（きりしま みう）
声 - 橘まお
アメリカに留学していた寂しがり屋の義理の妹。
東 ましろ（ひがし ましろ）
声 - 小鳥居夕花
AI研究会の部員の後輩。
一 久遠（にのまえ くおん）
声 - 桜川未央
AI研究会の幽霊部員であり、幼なじみのお姉ちゃん。

### サブキャラクター
沙羅（さら）
声 - 手塚りょうこ
セカンドで出会うプレイヤー。
宣誓騎士団というギルドの副団長。
研究所というギルドに強い恨みを抱いている。
正円（しょうえん）
声 - 歩サラ
セカンドで出会うプレイヤー。
宝箱の裏技を教えてくれたりと、ゲームに詳しそう。
お人好しで柔和な性格。
看護師をしており、双葉総合病院で働いている。
一 空観（にのまえ くうがん）
声 - 植木亨
久遠の父親。
人工知能研究の世界的権威にして、完全没入型VRMMO【バウンダリー】の開発者。
メガネをかけると、妄想が止まらず、延々と危ない理論を喋り続ける。
シンカー
声 - 倉島丈
セカンドで出会う正体不明のプレイヤー。
研究所というギルドの所長。
ブックマン
声 - 野☆球
セカンドで出会うプレイヤー。
シンカーの助手。

## スタッフ
- 原画：いつい
- 企画・シナリオ：範乃秋晴

## 反響

### 人気投票
月間げっちゅ投票「このゲームはプレイしとけ！」2017年07月発売タイトル5位、美少女ゲーム大賞2017において、総合部門4位、シナリオ部門2位、ミュージック部門8位、キャラクター部門9位
を獲得した。
萌えゲーアワード2017の年間ランキング4位を獲得した。